# Stanley Zeregbe
Stanley Zeregbe-Miller (* 4. Februar 1997 in Saint-Denis) ist ein französischer American-Football-Spieler auf der Position des Defensive Ends.

## Werdegang
Zeregbe begann 2011 in der Jugend von Flash de La Courneuve mit dem American Football. Seine erste Herrensaison bestritt er 2017, als er zum Saisonende erstmals den Casque de Diamant gewann. Auch im darauffolgenden Jahr wurde er mit Flash französischer Meister. Zur Saison 2019 wechselte Zergebe zu den Black Panthers de Thonon. Mit den Panthers gewann Zeregbe seinen dritten Meistertitel in Folge. Im November 2019 debütierte Zeregbe im Spiel gegen Serbien in der französischen Nationalmannschaft.
2020 kehrte er nach La Courneuve zurück, doch wurde die Saison aufgrund der Covid-19-Pandemie abgebrochen. Die GFL-Saison, in der er bei den Saarland Hurricanes unter Vertrag gestanden hatte, wurde ebenfalls abgesagt. Zur GFL-Saison 2021 wurde er von den Ravensburg Razorbacks verpflichtet. Dort war er teaminterner Sack Leader (8). Mit Frankreich wurde Zergebe bei der Europameisterschaft 2021 Vierter.
Zur Saison 2022 der European League of Football (ELF) wurde Zeregbe von Berlin Thunder unter Cheftrainer Johnny Schmuck verpflichtet. Beim Spiel in Istanbul in Woche 13 wurde ihm die Einreise verwehrt. In den anderen elf Saisonspielen war er Stammspieler und erzielte dabei 44 Tackles und sechseinhalb Sacks. Mit Thunder verpasste er mit einer positiven 7:5-Bilanz die Playoffs. Im Oktober 2022 nahm Zeregbe am NFL International Combine in London teil. Am 8. Dezember 2022 gab das neu gegründete ELF-Franchise Paris Musketeers die Verpflichtung von Zeregbe für die Saison 2023 bekannt.

## Statistiken
| Jahr                            | Team             | Spiele | Starts | Tackles | Tackles | Tackles | Tackles | Tackles | Passverteidigung | Passverteidigung | Passverteidigung | Passverteidigung | Fumbles | Fumbles | Fumbles | Sonstiges | Sonstiges |
| Jahr                            | Team             | Spiele | Starts | Total   | Solo    | Ast     | TFL     | Sack    | INT              | Yds              | TD               | BrUp             | FF      | FR      | TD      | Blk       | Saf       |
| ------------------------------- | ---------------- | ------ | ------ | ------- | ------- | ------- | ------- | ------- | ---------------- | ---------------- | ---------------- | ---------------- | ------- | ------- | ------- | --------- | --------- |
| European League of Football     |                  |        |        |         |         |         |         |         |                  |                  |                  |                  |         |         |         |           |           |
| 2022                            | Berlin Thunder   | 11     | 11     | 44      | 23      | 21      | 11,0    | 6,5     | 0                | 0                | 0                | 1                | 1       | 0       | 0       | 0         | 0         |
| 2023                            | Paris Musketeers | 11     | 11     | 26      | 12      | 14      | 9,5     | 6,0     | 0                | 0                | 0                | 0                | 1       | 0       | 0       | 0         | 0         |
| ELF Gesamt                      | ELF Gesamt       | 22     | 22     | 70      | 35      | 35      | 20,5    | 12,5    | 0                | 0                | 0                | 1                | 2       | 0       | 0       | 0         | 0         |
| Quellen: sportsmetrics.football |                  |        |        |         |         |         |         |         |                  |                  |                  |                  |         |         |         |           |           |